# Jeronimo Bassano
Jeronimo Bassano (* 1480 in Bassano del Grappa; † 1545 in Venedig) war ein italienischer Musiker des 15. bis 16. Jahrhunderts und Stammvater der Musikerfamilie Bassano, die vermutlich um 1540 nach England emigrierte und in der Hofkapelle Heinrichs VIII. wirkte.
Jeronimo Bassano, nicht zu verwechseln mit seinem Enkel Jerome Bassano (1559–1635), war der Sohn des Baptista Bassano, genannt Piva (ital. „Sackpfeife“), aus Bassano del Grappa in der Provinz Vicenza, und der Enkel des Andrea de Crespano. Die Familie bestand aus Musikern und Instrumentenbauern. Ob sie mit dem Komponisten Giovanni Bassano verwandt waren, ist unklar. Zu Beginn des 16. Jahrhunderts zog Jeronimo nach Venedig und wurde Meister der Trompeten und Schalmeien, als Pifferaro des Dogen ist er von 1506 bis 1512 belegt.